# پائولا اسمیت
 پائولا اسمیت (انگلیسی: Paula Smith؛ زاده ۱۰ ژانویهٔ ۱۹۵۷) یک تنیس‌باز اهل ایالات متحده آمریکا است.